# Cordilheira Arakan
As Montanhas Arakan, conhecidas localmente como Rakhine Yoma (em birmanês: ရခိုင်ရိုးမ) e tecnicamente conhecida como Cordilheira Indo-Birmanesa do Sul, é uma cordilheira no oeste de Myanmar, entre a costa do estado de Arracão e a Bacia Central, onde percorre o rio Irauadi. É a mais proeminente de uma série de cordilheiras paralelas que se estendem por Assam, Nagaland, Manipur, Mizoram e Myanmar.
A cadeia montanhosa fica submersa no Golfo de Bengala por um longo trecho e ressurge na forma das Ilhas Andaman e Nicobar.

## Formação
As montanhas e os arcos paralelos a oeste e leste foram formados pela convergência da placa indiana com a placa eurasiática aproximadamente ao longo da fronteira entre a Índia e Myanmar.

## Ecologia
As montanhas Arakan atuam como uma barreira às chuvas do sudoeste e, assim, protegem a região central de Mianmar, tornando suas encostas ocidentais extraordinariamente úmidas durante a monção, com chuvas que normalmente ultrapassam 1 metro por mês, e as encostas orientais muito mais secas. Elas incluem a ecorregião das florestas montanhosas das colinas de Chin Hills-Arakan Yoma, que abriga uma população de elefantes e também a tartaruga-da-floresta-de-Arakan, criticamente ameaçada de extinção.